# Junosuando
Junosuando (Fins: Junosuanto; Samisch: Čunusavvon) is een dorp binnen de Zweedse gemeente Pajala. Het dorp ligt aan de rivier Torne. Het dorp is in 1637 gesticht door Erik Eriksson.

## Verkeer en vervoer
Bij de plaats loopt de Länsväg 395.